# Ussy-sur-Marne
Ussy-sur-Marne település Franciaországban, Seine-et-Marne megyében. Lakosainak száma 1063 fő (2022. január 1.). Ussy-sur-Marne Chamigny, Changis-sur-Marne, La Ferté-sous-Jouarre, Jaignes, Saint-Jean-les-Deux-Jumeaux, Sammeron és Sept-Sorts községekkel határos.

## Népesség
A település népessége az elmúlt években az alábbi módon változott:
| Lakosok száma | 1016 | 1042 | 1065 | 1067 | 1077 | 1097 | 1085 | 1074 | 1063 |
|               | 2013 | 2015 | 2016 | 2017 | 2018 | 2019 | 2020 | 2021 | 2022 |